# Иван Хаджиенов
 Тази статия е за българския предприемач.  За българския революционер и журналист вижте Иван Адженов.  
Иван Николов Хаджиенов е български предприемач, прекарал голяма част от живота си в Румъния. Той е кмет на София през 1881 – 1883 г.

## Биография
Иван Хаджиенов е роден през 1843 г. в Казанлък. През 1848 г. родителите му умират и през 1854 г. е изпратен в Букурещ, където е отгледан от чичо си Стефан Хаджиенов, заможен търговец и собственик на недвижими имоти. По това време там живее и неговия първи братовчед Иван Адженов, бъдещ революционер и журналист, също останал сирак и отгледан от чичо си.
Хаджиенов работи за френски строителни фирми в Румъния и Франция. След Освобождението се връща в България, където се включва в дейността на Консервативната партия. Избран за депутат във II ВНС.
На 1 октомври 1881 година, по време на Режима на пълномощията, Иван Хаджиенов става кмет на София и остава на този пост година и половина, до 29 април 1883 година. По време общината увеличава местните данъци и изтегля първия си заем, за да финансира обществени строежи, като разширението на водопроводната мрежа подготовката за изграждането на днешната Борисова градина. Обвиняван е в корупция, заради получените от него общински поръчки за доставка на дървета за градината, както и за това, че с политически протекции е получавал необезпечени кредити от Българска народна банка.
През следващите години Иван Хаджиенов участва в различни предприятия и в строителството на железопътната линия София – Мездра – Враца, завършило през 1897 г. Заради участието си в тази поръчка отново е обвиняван в корупция и става единствения депутат, който напуска VII ОНС. През 1903 г. представляваната от Хаджиенов фирма Рот печели търг за голяма доставка на оръжие за Българската армия, въпреки значително по-високата цена, която иска. Това предизвиква шумен скандал и парламентарно и съдебно разследване, при което Хаджиенов заминава за Румъния.
През 1917 г. Хаджиенов прави дарение от 1 милион лева, които трябва да се използва за основаването на занаятчийско практическо механо-техническо училище в Казанлък. То е открито през 1925 г. и днес се нарича Професионална гимназия „Иван Хаджиенов“.
Иван Хаджиенов умира на 21 януари 1923 г.

## Памет
На Иван Хаджиенев е наречена улица в квартал „Илинден“ в София (Карта).